# Lily Allen
Lily Rose Beatrice Allen (alias Lily Rose Cooper) (Hammersmith, London, 2 mei 1985) is een Britse zangeres. Ze brak in 2006 door met de single Smile.

## Biografie
Lily Allen is de dochter van Keith Allen. Ze heeft een oudere zus, een jongere zus en een broer (Alfie Allen). Over die laatste gaat Allens nummer Alfie. Ze volgde les aan dertien verschillende scholen en toen ze op haar 14e naar de kostschool moest, liep ze weg. Op haar 15e ging ze definitief van school af.

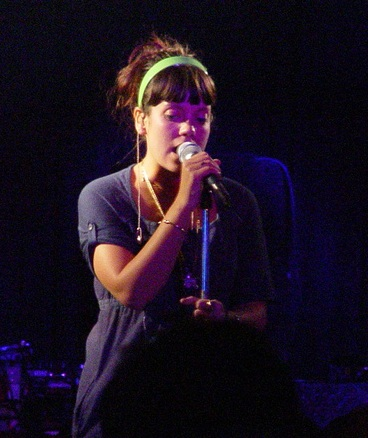
Lily Allen in 2006

Haar debuutalbum, Alright, Still, verscheen op 14 juli 2006. Ze haalde haar inspiratie naar eigen zeggen uit de muziekcollectie van haar ouders.
In april 2008 gaf Allen twee nieuwe nummers vrij op haar MySpace-pagina: The fear en I could say. Later volgden nog G.W.B en Who'd have known.
Allens tweede album It's not me, it's you kwam uit op 9 februari 2009. Op het album staan veel kritische nummers. Als eerste single verscheen op 26 januari 2009 het nummer The fear. Deze single gaat over Allens angst dat alles om geld zal gaan draaien. Tevens gaat ze in het nummer in op het leven als beroemdheid. In het Verenigd Koninkrijk behaalde ze er haar tweede nummer 1-hit mee, na Smile. Als tweede single werd in Europa het nummer Fuck you uitgebracht. Ondanks geruchten dat het nummer over George W. Bush zou gaan, stelde Allen dat het nummer over niemand persoonlijk gaat en geschreven is voor de jeugd. Tijdens een show in São Paulo (Brazilië) droeg zij het nummer echter op aan George W. Bush. In de Verenigde Staten verscheen in plaats van deze single het nummer Not fair, een satire over een naïeve volgzame vrouw die door haar jaloerse man alleen voor zijn eigen gerief wordt gebruikt, zonder daar ooit seksueel genot voor terug te krijgen.
Op 24 september 2009 berichtte de Daily Mail dat Allen geen albums meer zou uitbrengen. Een reden voor de zangeres om ermee te stoppen was dat ze fel tegen het illegale downloaden van muziek was. "De dagen waarin ik geld kon verdienen aan het maken van muziek zijn voorbij", aldus de zangeres. De zangeres wilde zich voortaan op het acteren richten. Zo verscheen de zangeres als zichzelf in de Australische soapserie Neighbours. In 2011 bracht ze toch nog een nummer uit met Wiz Khalifa en T-Pain, genaamd 5 o'clock.
Op 10 november 2013 bracht Allen een cover uit van het nummer Somewhere only we know van de band Keane. Het nummer kwam zowel in het Verenigd Koninkrijk als in Ierland bovenaan de hitlijsten. Een week later bracht ze het nummer Hard out here uit. In september 2018 bracht Allen haar debuut memoires My Thoughts Exactly uit.

### Privéleven
Op 19 december 2007 meldde een woordvoerder aan de BBC dat Allen in verwachting was. De vader, Ed Simons van The Chemical Brothers, was vijftien jaar ouder dan de zangeres en het paar had vanaf september 2007 een relatie. Echter, op 16 januari 2008 bevestigde haar woordvoerder aan The Sun dat Allen een miskraam had gehad. Kort erna ging het stel uit elkaar.
Op 1 november 2010 kwam het nieuws naar buiten dat Allen voor de tweede keer een kind door een vroeggeboorte verloren had.
Ze trouwde op 11 juni 2011 met haar vriend, met wie ze sinds juli 2009 een relatie had. Ze heeft met hem twee dochters, geboren in 2011 en 2013.
Op 7 september 2020 trad de zangeres in het huwelijk met David Harbour

## Discografie

### Albums
| Album met eventuele hitnotering(en) in de Nederlandse Album Top 100 | Datum van verschijnen | Datum van binnenkomst | Hoogste positie | Aantal weken | Opmerkingen |
| ------------------------------------------------------------------- | --------------------- | --------------------- | --------------- | ------------ | ----------- |
| Alright, Still                                                      | 17-07-2006            | 29-07-2006            | 27              | 13           |             |
| It's Not Me, It's You                                               | 09-02-2009            | 14-02-2009            | 17              | 56           |             |
| Sheezus                                                             | 02-05-2014            | 10-05-2014            | 26              | 1            |             |
| No Shame                                                            | 08-06-2018            | 16-06-2018            | 68              | 1            |             |

| Album met hitnotering(en) in de Vlaamse Ultratop 200 albums | Datum van verschijnen | Datum van binnenkomst | Hoogste positie | Aantal weken | Opmerkingen |
| ----------------------------------------------------------- | --------------------- | --------------------- | --------------- | ------------ | ----------- |
| Alright, Still                                              | 2006                  | 05-08-2006            | 24              | 22           |             |
| It's Not Me, It's You                                       | 2009                  | 14-02-2009            | 5               | 60           | Platina     |
| Sheezus                                                     | 2014                  | 10-05-2014            | 31              | 15           |             |
| No Shame                                                    | 2018                  | 16-06-2018            | 41              | 2            |             |

### Singles
| Single met eventuele hitnotering(en) in de Nederlandse Top 40 | Datum van verschijnen | Datum van binnenkomst | Hoogste positie | Aantal weken | Opmerkingen                                                                 |
| ------------------------------------------------------------- | --------------------- | --------------------- | --------------- | ------------ | --------------------------------------------------------------------------- |
| Smile                                                         | 06-03-2006            | 05-08-2006            | 10              | 9            | Nr. 19 in de Single Top 100 / Alarmschijf                                   |
| LDN                                                           | 25-09-2006            | 11-11-2006            | tip16           | -            |                                                                             |
| The Fear                                                      | 09-12-2008            | 21-02-2009            | 29              | 8            | Nr. 40 in de Single Top 100                                                 |
| Fuck You                                                      | 02-04-2009            | 18-04-2009            | 3               | 17           | Nr. 2 in de Single Top 100                                                  |
| Not Fair                                                      | 20-03-2009            | 15-08-2009            | 4               | 16           | Nr. 9 in de Single Top 100                                                  |
| 22                                                            | 24-08-2009            | 21-11-2009            | 18              | 12           | Nr. 79 in de Single Top 100                                                 |
| Who'd Have Known                                              | 30-11-2009            | 06-02-2010            | tip4            | -            |                                                                             |
| Just Be Good to Green                                         | 25-06-2010            | -                     |                 |              | met Professor Green / Nr. 95 in de Single Top 100                           |
| True Love                                                     | 28-06-2013            | 11-05-2013            | 19              | 12           | als Lily Rose Cooper / met P!nk / Nr. 57 in de Single Top 100 / Alarmschijf |
| Hard out Here                                                 | 17-11-2013            | 30-11-2013            | 32              | 3            | Nr. 58 in de Single Top 100                                                 |

| Single met hitnotering(en) in de Vlaamse Ultratop 50 | Datum van verschijnen | Datum van binnenkomst | Hoogste positie | Aantal weken | Opmerkingen                       |
| ---------------------------------------------------- | --------------------- | --------------------- | --------------- | ------------ | --------------------------------- |
| Smile                                                | 2006                  | 05-08-2006            | 27              | 12           | Nr. 11 in de Radio 2 Top 30       |
| LDN                                                  | 2006                  | 30-09-2006            | tip2            | -            |                                   |
| Littlest Things                                      | 2007                  | 17-03-2007            | tip13           | -            |                                   |
| Oh My God                                            | 2007                  | 01-09-2007            | tip19           | -            | met Mark Ronson                   |
| The Fear                                             | 2008                  | 17-01-2009            | 6               | 19           | Nr. 1 in de Radio 2 Top 30        |
| Fuck You                                             | 2009                  | 02-05-2009            | 1(3wk)          | 20           | Nr. 1 in de Radio 2 Top 30 / Goud |
| 22                                                   | 2009                  | 24-10-2009            | 43              | 3            | Nr. 2 in de Radio 2 Top 30        |
| Not Fair                                             | 2009                  | 05-12-2009            | 15              | 16           | Nr. 6 in de Radio 2 Top 30        |
| 5 O'Clock                                            | 17-10-2011            | 29-10-2011            | tip5            | -            | met Wiz Khalifa & T-Pain          |
| True Love                                            | 2013                  | 18-05-2013            | tip3            | -            | als Lily Rose Cooper / met P!nk   |
| Hard out Here                                        | 2013                  | 30-11-2013            | 24              | 12           | Nr. 11 in de Radio 2 Top 30       |
| Dream a Little Dream                                 | 2013                  | 14-12-2013            | tip16           | -            | met Robbie Williams               |
| Somewhere Only We Know                               | 2013                  | 28-12-2013            | tip12           | -            |                                   |
| Air Balloon                                          | 2014                  | 08-03-2014            | tip6            | -            |                                   |
| L8 CMMR                                              | 2014                  | 10-05-2014            | tip4            | -            |                                   |
| Trigger Bang                                         | 2017                  | 23-12-2017            | tip26           | -            | met Giggs                         |
| Lost My Mind                                         | 2018                  | 23-06-2018            | tip             | -            |                                   |
| What You Waiting For?                                | 2018                  | 28-07-2018            | tip             | -            |                                   |
| 1%                                                   | 2019                  | 03-08-2019            | tip             | -            | met Oscar Scheller                |